# Route nationale 434
Die Route nationale 434, kurz N 434 oder RN 434, war eine französische Nationalstraße.
Die Straßennummer wurde im Jahr 1933 in das Nationalstraßennetz aufgenommen.
Die Strecke führte von Épinal bis Charmoille.
Ihre Länge betrug 80 Kilometer.
Im Jahr 1973 wurde die Nationalstraße zur Departement-Straße 434 zurückgestuft.
Der Streckenabschnitt von Épinal bis Xertigny war in der Zeit von 1824 bis 1887 ein Teil der Nationalstraße N57, ehe die dann auf eine Streckenführung über Remiremont verlegt wurde.